# Clã Satake
O Clã Satake (佐竹氏, Satake-shi) foi um clã samurai japonês que descendia da linhagem Seiwa Genji do Clã Minamoto. Proveniente da província de Hitachi, o clã foi subjugado por Minamoto no Yoritomo , no final do século XII, mas depois serviu  Yoritomo como vassalos. No Período Muromachi , Satake serviu como governador hereditário (shugo) da província de Hitachi (atual província de Ibaraki), sob a égide do Shogunato Ashikaga. O clã Satake serviu ao lado do Exército Ocidental durante a Batalha de Sekigahara, e como punição (aplicada por Tokugawa Ieyasu) foram obrigados a se mudarem para um território menor, no norte da Província de Dewa (norte de Honshu ) no início do Período Edo. Os Satake sobreviveram como senhores (daimyō) do Domínio de Kubota (também conhecido como o Domínio de Akita ). Ao longo do Período Edo, dois grandes ramos do Clã Satake foram estabelecidos, uma governou o Feudo de Iwasaki, o outro o Feudo de Kubota-Shinden.
Durante a Guerra Boshin de 1868-1869, os Satake foram signatários do pacto que formou o Ōuetsu Reppan Dōmei , mas depois de um debate interno e um desentendimento com o Domínio Sendai , o clã mudou de lado e se juntou às forças imperiais para subjugar a aliança. Tal como aconteceu com todas as outras famílias de daimyō, a Clã Satake foi dispensado de seu título em 1871.

## Origens
O Clã Satake descende de Satake Masayoshi , o neto do  proeminente samurai do Século XI Minamoto no Yoshimitsu. Yoshimitsu recebeu terras na Província de Mutsu e na Província de Hitachi como uma recompensa pelos serviços militares prestados, e passou a residir na Aldeia de Satake, em Hitachi. Yoshimitsu conseguiu o território em torno da vila Satake para seu filho, Satake Yoshinobu. Yoshinobu, por sua vez, deixou para o seu próprio filho, Masayoshi. O Clã Satake  permaneceria em Hitachi, até que foram obrigados a se retirar.
Em 1146, Masayoshi liderou uma rebelião contra Minamoto no Yoshikuni, uma figura de poder na vizinha Província de Shimotsuke , mas foi derrotado e morto por este, quando foram seguidos na volta para Hitachi. Durante a Guerra Genpei , o filho de Masayoshi  Takayoshi ficou ao lado de Taira no Kiyomori. O Clã Satake  foi derrotado por Minamoto no Yoritomo , em 1180, e seu território confiscado, mas nove anos depois que Yoritomo perdoou o filho de Takayoshi, Hideyoshi, e permitiu que este se torna-se seu vassalo. Hideyoshi participou no ataque a Província de Mutsu. O Clã Satake mais tarde conseguiu voltar ao seu antigo território em Hitachi.

## Período Muromachi

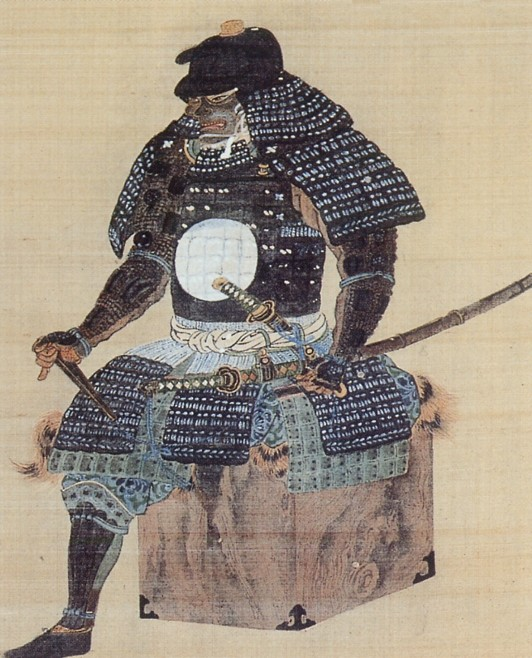
Satake Yoshinobu, o líder do Clã no Período Sengoku.

No Período Nanboku-chō (1336-1392), os chefes do Clã Satake foram governadores hereditários ( Shugo ) da Província de Hitachi.  Eles eram vassalos do Kamakura-Kubo do Shogunato Ashikaga , o  oficial baseado em Kamakura que supervisionava assuntos do xogunato na Região de Kanto.  O clã participou de uma série de campanhas militares sob a bandeira Ashikaga.
No Período Sengoku  (1467-1573), o Clã Satake se empenhou na unificação dos clãs que frequentemente se rebelavam na região sob seu controle em Hitachi . Satake Yoshishige , chefe da família, durante o Período Sengoku, era famoso por sua ferocidade em batalha, ele também era conhecido pelo apelido de Ogre Yoshishige (鬼义重, , Oni Yoshishige). Um de seus principais inimigos era o Clã Hōjō, que procuraram difundir o seu poder ao sul da Hitachi.  Um desses encontros ocorreu na Batalha de Numajiri, onde 20 mil homens de Yoshishige lutaram contra 80 mil tropas dos Hōjō.  Os Satake venceram, em parte devido a utilização de 8600 Tanegashimas pelas suas tropas.
Em 1588 e novamente em 1589,  os Satake lutaram contra o Clã Date  em Sukagawa, mas foram derrotados pelas forças sob o comando de Date Masamune .
Em 1590, sob a liderança de Satake Yoshinobu filho de Yoshishige, o clã prometeu lealdade a Toyotomi Hideyoshi durante o Cerco de Odawara.  Após a queda de Odawara, Hideyoshi os aceitou como vassalos, e garantiu uma faixa de território de um 540 mil koku na Província de Hitachi. Depois de ter recebido o reconhecimento de Hideyoshi como o governante de Hitachi,  Yoshinobu reforçou sua linha unificar a província sob o seu governo.  Ele trouxe quase toda a província sob o seu controle, com exceção das áreas controladas pelos Tsuchiura e Shimodate, e do controle que Hideyoshi já tinha assegurado ao Clã Yuki .
Em 1593, o Satake participou da Guerra Imjin (a invasão à Coreia organizada por Hideyoshi), da  implantação de tropas no Castelo de Nagoya na Província de Hizen.

## Período Edo

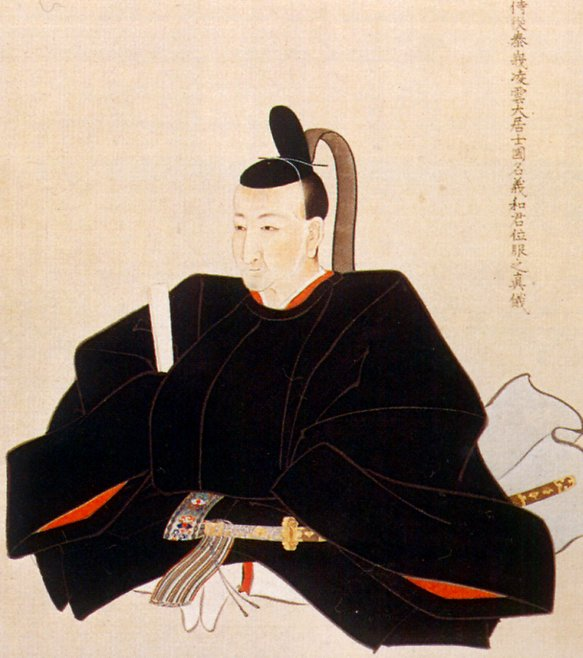
Satake Yoshimasa, nona geração dos Senhores de Kubota.

Em 1600, os Satake se alinharam ao Exército Ocidental na Batalha de Sekigahara,  mas descobriram que Ishida Mitsunari , o líder do Exército Ocidental se comunicava secretamente.  Após a derrota do Exército Ocidental pelas forças do Orientais de Tokugawa Ieyasu , o Clã Satake foi autorizado a continuar existindo, mas foi punido.  O nível de renda do clã foi severamente reduzido, e em 1602, os seus territórios foram transferidas para Kubota, um feudo muito menor ao norte do Japão, onde permaneceu até 1871.
Nível de renda em Kubota ficou em 20.5000 koku , e foi classificado como tozama daimyō ("vassalos de fora"). O nível de renda manteve-se constante ao longo de sua história. O domínio muitas vezes tinha crises agrícolas, o que resultou em várias revoltas camponesas ao longo da sua história. Também foi assolada por um conflito interno (O-Ie Sōdō) , o Conflito Satake (佐竹騒动, , Satake-sodo) , que foi provocada por questões econômicas.
Satake Yoshiatsu (mais conhecido como Satake Shozan), a oitava geração  dos Senhores de Kubota, era um artista renomado. Yoshiatsu pintou uma série de pinturas no estilo holandês, e também produziu três tratados sobre técnicas de pintura europeia, incluindo a representação em perspectiva.  Foi aluno de Hiraga Gennai em estudos  holandeses (rangaku), que ele havia convidado para assessorá-lo na gestão de minas de cobre do domínio. Foi durante a vida de Yoshiatsu que a Escola de Arte Akita (秋田派, , Akita-ha) nasceu e floresceu rapidamente.
O Domínio Kubota era diferente, pois em seu território havia mais de um castelo, apesar da regra um castelo por domínio do Shogunato Tokugawa. O castelo principal era o Castelo de Kubota , mas havia também  os Castelos de Yokote e Ōdate, e mais cinco Fortificações em outras partes do domínio: Kakudate, Yuzawa, Hiyama, Jūniso e In'nai. Cada um deles foi dado a um dos seus antigos vassalos que funcionava como pequenos feudos. Estes antigos vassalos tinham seus próprios vassalos que residiam nessas cidades ao lado das fortificações.
Dois dos clãs de vassalos mais antigos (karō) que serviam o Domínio Kubota eram ramos do Satake. Uma delas foi o Satake do Norte (Satake-hokke), que tinham rendimentos de 10.000 koku, o outro Satake do Oeste (Satake-Nishike), com rendimentos de 7.200 koku . Os Satake do Norte tinha suas terras próximas a Kakunodate, uma das propriedades fortificadas acima mencionados; os Satake do Oeste residiam próximos a Ōdate. Outro Karo dos Satake foi o Tomura, que ocupou o Castelo Yokote. Durante esta fase em Kubota, o Clã Satake passou a ser um dos Daimyōs Principais (国持ち大名, , kunimochi daimyō), e como tal, tinha como privilégio um Ōhiroma (Grande Vestíbulo)  no Castelo Xogunal em Edo. Embora nenhum Satake tenha estado lá, o clã (juntamente com muitos outros domínios do norte de Honshu) auxiliou o shogunato no policiamento região fronteiriça de Ezochi (hoje Hokkaido ).

## Guerra Boshin

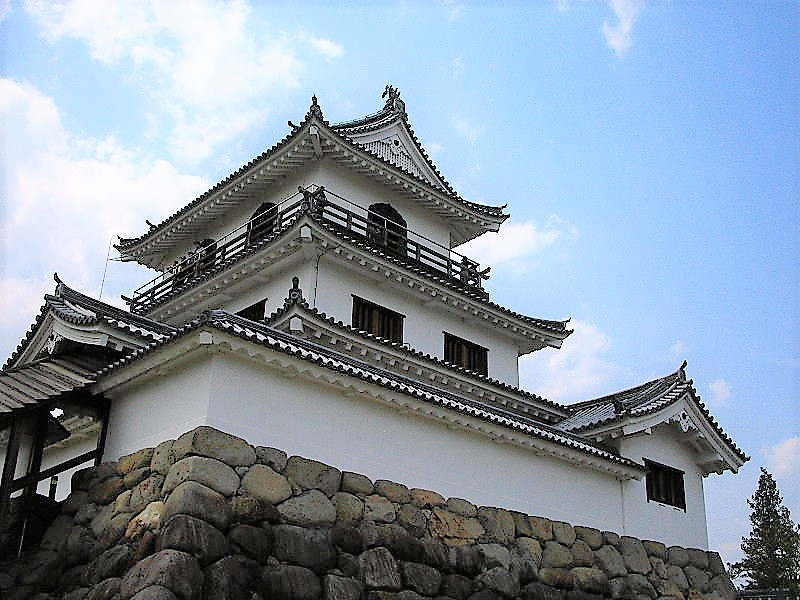
Castelo Shiroishi, quartel-general da Ōuetsu Reppan Dōmei.

Após a Restauração Meiji (restauração do governo imperial) no final de 1867, eclodiu no início de 1868 a Guerra Boshin, colocando a coalizão de domínios do sul contra as forças do ex-Xogunato Tokugawa. Após a queda da cidade de Edo, remanescentes das Forças Tokugawa recuaram para o norte, onde se deu novas eclosões de luta.
O Clã Satake foi um dos signatários do pacto que formou a Ōuetsu Reppan Dōmei, um contraponto à Aliança Satchō formada pelos domínios do norte liderados pelo Domínio Sendai. A Delegação do Clã Satake no Castelo Shiroishi, a sede da aliança, foi liderada por Tomura Yoshiari.  No entanto, os Satake tiveram dificuldades políticas no interior da aliança, que culminou com o assassinato, em Akita, de uma delegação de Sendai em 21 de agosto de 1868, e a exposição no castelo da cidade das cabeças dos mensageiros enforcados. O objetivo da delegação de Sendai, liderada por Shimo Matazaemon, era solicitar ao Domínio Akita entregar Kujō Michitaka e outros funcionários imperiais, enviados para a região para angariar apoio para a causa imperial. Os Satake, em seguida, se retiram da aliança e passam a apoiar o exército imperial , 11 dias depois, em 1 de setembro de 1868, o Clã Tsugaru do vizinho Domínio de Hirosaki seguiu seu exemplo. Em resposta, os Domínios de Morioka e Ichinoseki defensores da Aliança enviaram tropas para atacar Kubota. As Forças de Kubota foram duramente castigadas ao defender seu território, pois as tropas da aliança tinha feito avanços importantes antes do fim da guerra; o Castelo Yokote foi queimado, e em 7 de outubro, as tropas de Morioka tomaram Ōdate, um dos castelos do Domínio Akita. No início de 1869, Satake Yoshitaka formalizou a entrega dos registos de posse do Domínio para o governo imperial, e foi empossado governador imperial do Domínio Akita (han chiji). Em meados de 1869, o governo imperial recompensando o serviço prestado pelo Clã Satake , aumentou a renda do domínio para 20.000 koku. Os chefes de todos os ramos do Clã Satake foram exonerados do cargo de daimyō em 1871, e ordenados a se mudarem para Tóquio .

## Da Era Meiji aos dias de hoje
Na Era Meiji, Satake Yoshitaka foi agraciado com o título de marquês (Kōshaku). Satake Yoshisato de Iwasaki recebeu o título de visconde (Shishaku). O ramo dos Satake do Norte recebeu o título de barão (Danshaku).
O filho de Yoshitaka,  Satake Yoshinao serviu no Exército Imperial Japonês , e lutou na Rebelião de Satsuma.
Norihisa Satake , que foi recentemente governador de  Akita, é um descendente do ramo Satake do Norte do clã. Yoshitoshi Satake, presidente da Toyo Engineering Corporation é um descendente dos Satake do Leste, um ramo menor.